# Johann Martin Lappenberg

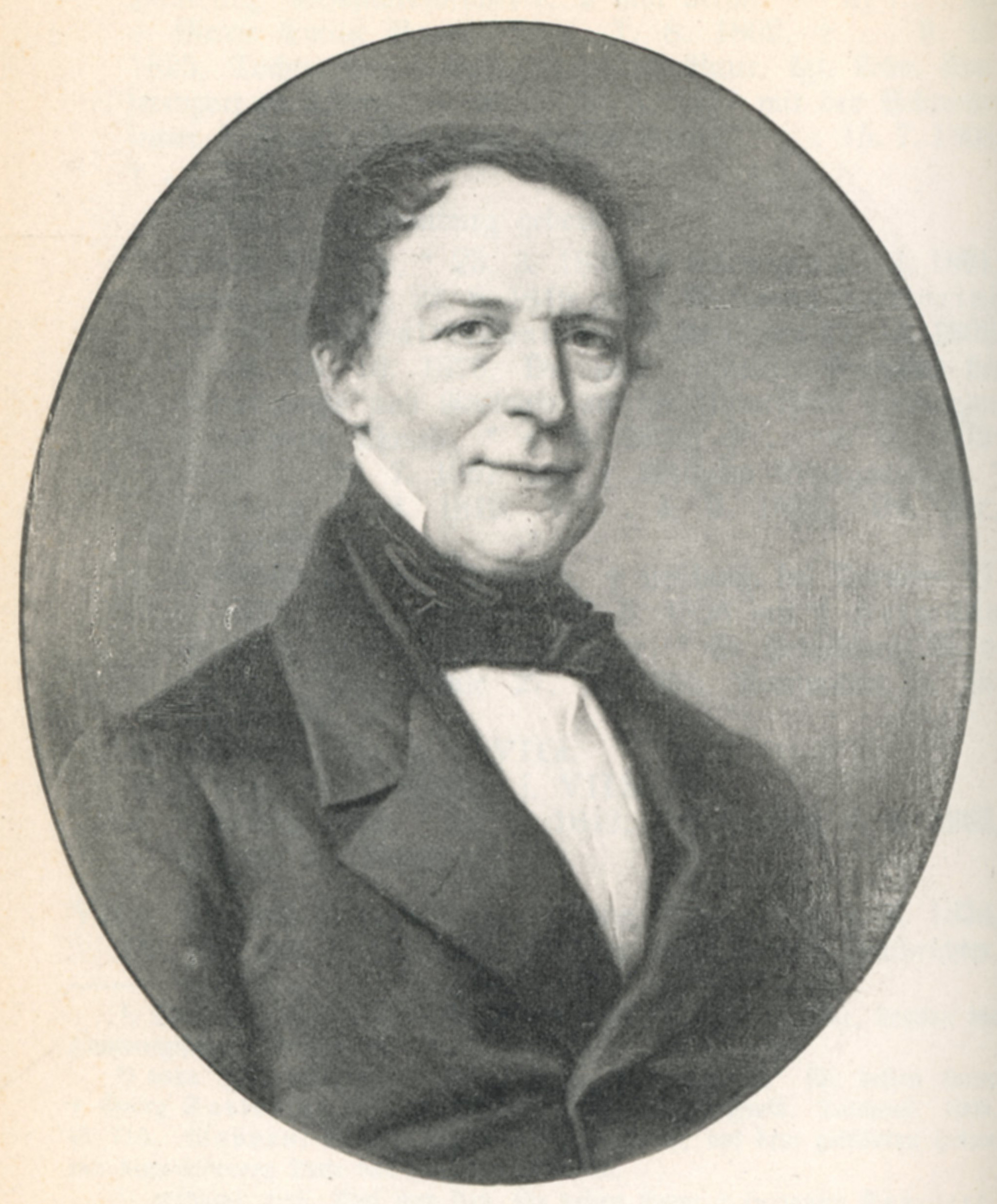
Johann Martin Lappenberg

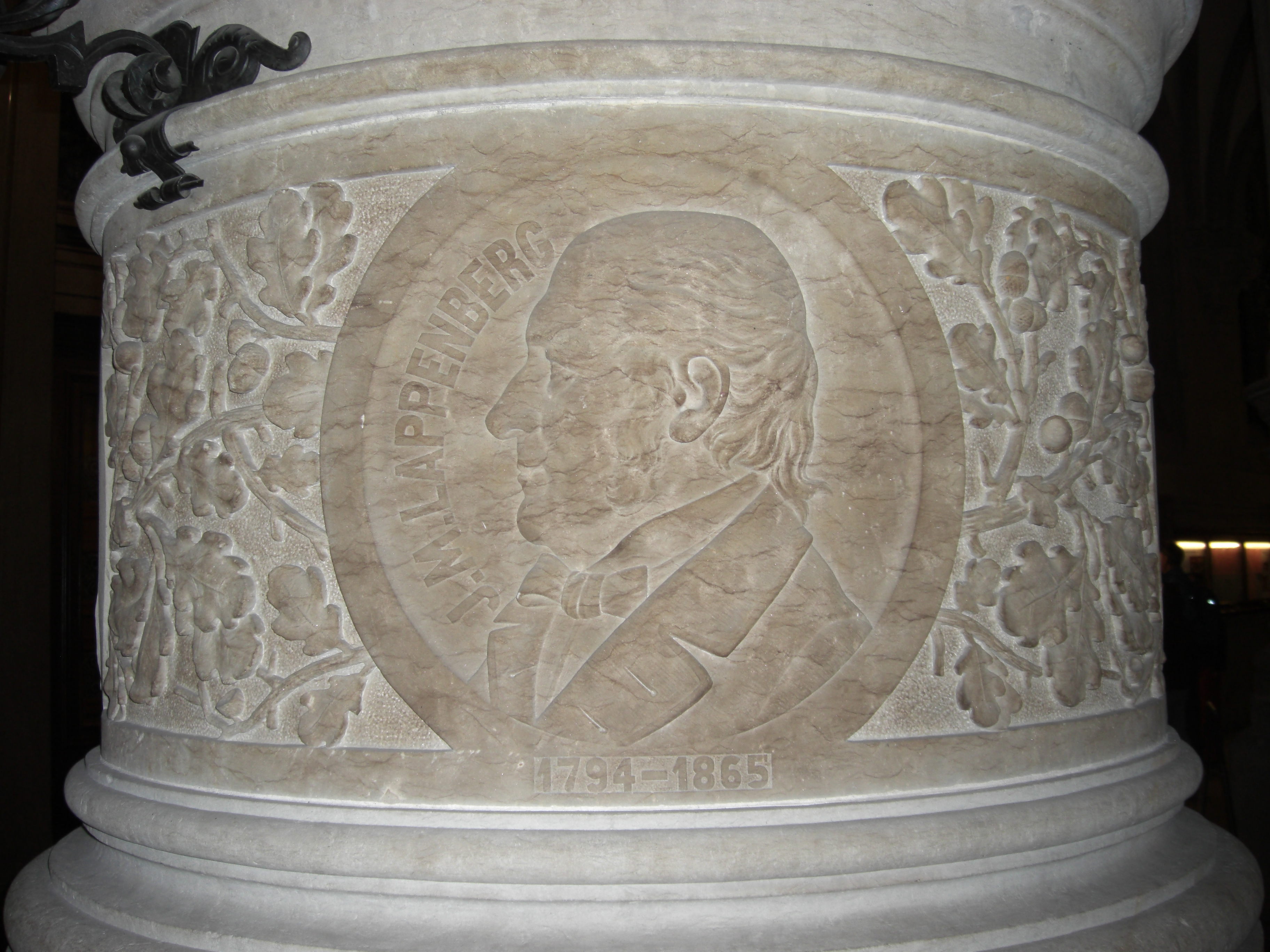
Relief von Johann Martin Lappenberg; Hamburger Rathaus, Eingangshalle

Johann Martin Lappenberg (* 30. Juli 1794 in Hamburg; † 28. November 1865 ebenda) war ein deutscher Historiker. 

## Leben
Johann Martin Lappenberg wurde als Sohn des Hamburger Arztes Valentin Anton Lappenberg (1759–1819), dem Sohn von Samuel Christian Lappenberg und dessen Ehefrau Catharina Margarethe Sillem  (1765–1840), einer Urenkelin von Garlieb Sillem, geboren. In Hamburg besuchte er das Johanneum und das Akademische Gymnasium.
Mit 19 Jahren wollte sich Lappenberg im März 1813 dem Befreiungskorps des russischen Generals Freiherrn Friedrich Carl von Tettenborn anschließen. Doch seine Eltern untersagten ihm dies und schickten ihn dafür nach Edinburgh, um dort Medizin zu studieren. Die Reise nach Schottland war beschwerlich, da er der französischen Besatzung seiner Heimatstadt wegen sich dorthin nur heimlich, über Helgoland einschiffen konnte. In Edinburgh studierte er zuerst Medizin, doch schon nach einigen Vorlesungen wechselte Lappenberg zu den Staatswissenschaften und zur Geschichte. In dieser Zeit schloss er Freundschaft mit den Schriftstellern Walter Scott und William Wordsworth. In London setzte er sein Studium fort.
1815 kehrte Lappenberg zurück, um bei Karl Friedrich Eichhorn und Friedrich Karl von Savigny an der Humboldt-Universität zu Berlin Jura zu studieren. Aber schon ein Jahr später, 1816, wechselte er nach Göttingen und promovierte dort bei Gustav von Hugo zum Dr. jur. Es folgten einige Jahre als Rechtsanwalt in Hamburg. 1819 wurde er zum hamburgischen Ministerresidenten am preußischen Hof gesandt. In Berlin fand er Anschluss an den Kreis der Berliner Romantik und befreundete sich mit Ludwig Achim von Arnim, Clemens Brentano, Friedrich Karl von Savigny und Rahel Varnhagen, aber sein Dienst wurde ihm immer mehr zuwider. Deshalb ging Lappenberg 1823 zurück nach Hamburg und wurde dort Archivar des Senatsarchives des Hamburger Senats.
1839 half Lappenberg nicht nur den Verein für Hamburgische Geschichte zu gründen, er wurde auch sein erster Vorsteher. Die größten Probleme als Archivar hatte er 1842 zu meistern, als beim Großen Brand sehr viele Archivalien für immer vernichtet wurden. 1849 wurde Lappenberg als Abgeordneter des Hamburger Senats in den Bundestag nach Frankfurt am Main entsandt. 1855 verlieh ihm die Universität Kiel den Titel Dr. h.c. Da ihm durch seine Augenkrankheit die Erblindung drohte, ging Lappenberg 1863 mit 69 Jahren in Pension. Otto Beneke wurde sein Nachfolger als Senatsarchivar.
Lappenberg war ein konservativer Gelehrter, der ein zurückgezogenes Leben führte. Den meisten der nach 1848 in Hamburg vollzogenen Reformen (z. B. dem vom Senat 1864 beschlossenen „Gesetz betr. die Staatsangehörigkeit und das Bürgerrecht“) stand er reserviert, wenn nicht sogar misstrauisch gegenüber.
Lappenberg war Mitglied in der Bayerischen Akademie der Wissenschaften, der Königlich-Preußischen Akademie der Wissenschaften, der Akademie der Wissenschaften zu Göttingen und der Russischen Akademie der Wissenschaften. Er war Mitarbeiter der Monumenta Germaniae Historica, für die er die Chronica Slavorum von Arnold von Lübeck herausgab. In der Russischen Nationalbibliothek in Sankt Petersburg entdeckte Lappenberg in einem Manuskript die Annales mosellani. 

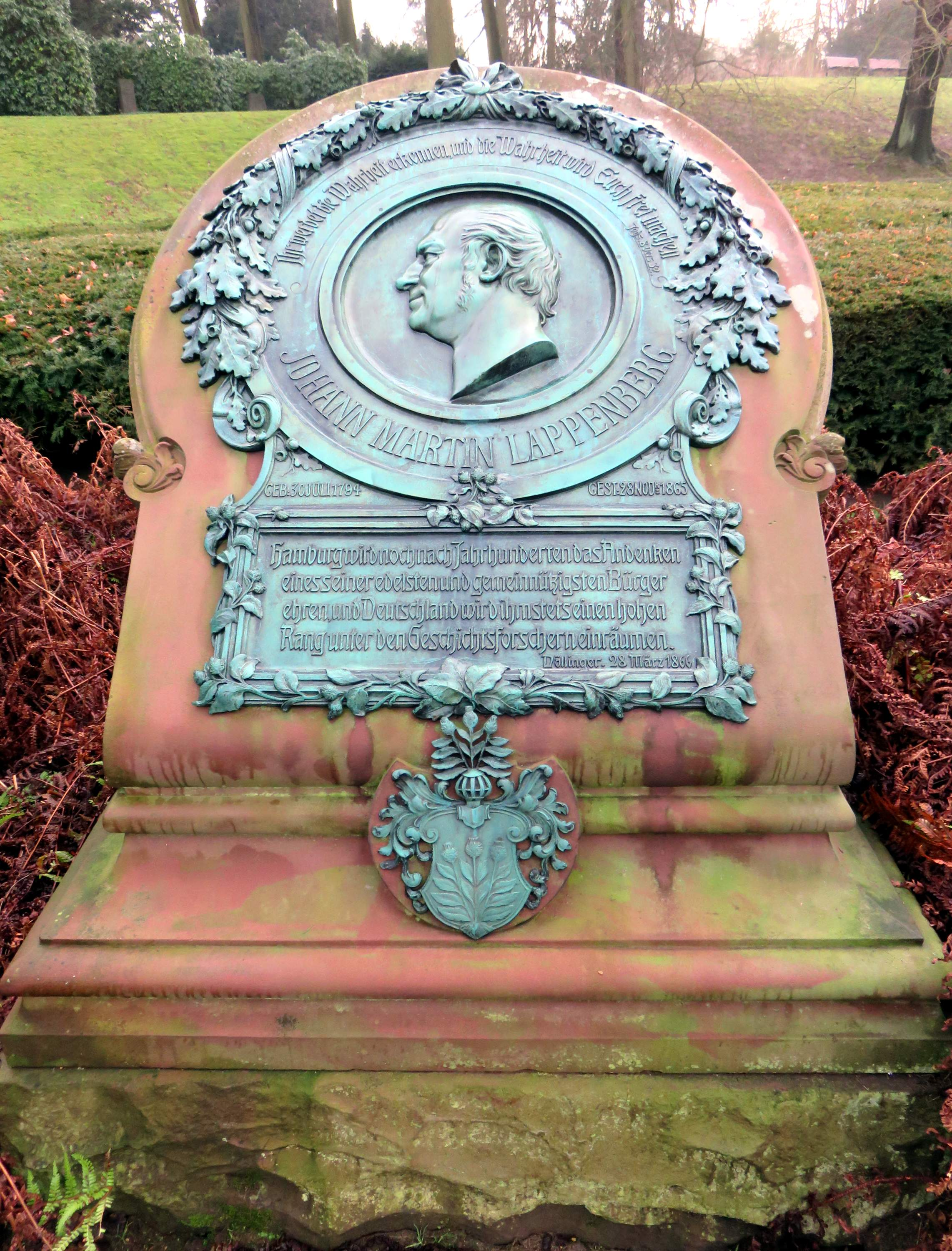
Grabmal Althamburgischer Gedächtnisfriedhof Ohlsdorf

## Familie
1825 heiratete Lappenberg Maria Emilie Baur, Tochter von Georg Friedrich Baur aus Altona. Schon im Jahr der Hochzeit verstarb seine Ehefrau. Nach einer angemessenen Trauerzeit ehelichte er ihre jüngere Schwester Marianne Louise Baur. Mit ihr hatte er drei Töchter und drei Söhne. Seine Tochter Emilie war mit Wolfgang Sartorius von Waltershausen verheiratet. Am 2. April 1849 starb seine zweite Ehefrau Marianne Louise. 

## Ehrungen
Auf dem Friedhof Ohlsdorf befindet sich im Bereich des Althamburgischen Gedächtnisfriedhofs ein Grabmal für Johann Martin Lappenberg.
Die Lappenbergsallee in Hamburg-Eimsbüttel wurde nach ihm genannt. 
Seit 1864 verleiht der Verein für Hamburgische Geschichte die Lappenberg-Medaille „für besondere Verdienste um die Hamburgische Geschichtsforschung“.

## Werke
- Programm zur dritten Secularfeyer der bürgerschaftlichen Verfassung Hamburgs am 29sten September 1828. Hamburg, Meissner, o. J. [1828].
- Geschichte von England. Perthes, Hamburg 1.1834 – 11.1898.
- Geschichtsquellen des Erzstiftes und der Stadt Bremen. Scientia-Verlag, Aalen 1967 (Nachdruck der Ausgabe Bremen 1841).
- Hamburgische Chroniken in niedersächsischer Sprache. Sändig, Niederwalluf 1971, ISBN 3-500-23100-4 (Nachdruck der Ausgabe Hamburg 1861).
- Hamburgische Rechtsalterthümer. s. n., Hamburg 1907 (Nachdruck der Ausgabe 1845).
- Hamburgisches Urkundenbuch. Voss, Hamburg 1842.
- Urkundliche Geschichte des Hansischen Stahlhofes zu London. Zeller, Osnabrück 1967 (Nachdruck der Ausgabe Hamburg 1851).
- (Hrsg.) Urkundliche Geschichte des Ursprunges der deutschen Hanse. 2 Bde. Perthes, Hamburg 1830 (Verfasser: Sartorius, Georg Friedrich Freiherr von Waltershausen).
- (Hrsg.) Tratziger’s Chronica der Stadt Hamburg. Perthes-Besser & Mauke, Hamburg 1865 (Digitalisat).
- Von der Cistercienserinnen-Abtei zu Herwardeshuthe und deren Umwandlung in das St. Johannis-Kloster. In: Zeitschrift des Vereins für Hamburgische Geschichte 4, 1858, S. 513–572.
- Historischer Bericht über Hamburgs Rechte an die Alster. Hamburg, Selbstverlag, 1859.